# Odo limitatus
Espèce
Odo limitatus est une espèce d'araignées aranéomorphes de la famille des Xenoctenidae.

## Distribution
Cette espèce est endémique du Guerrero au Mexique,. Elle se rencontre vers Iguala.

## Description
La femelle holotype mesure 7,50 mm.

## Publication originale
- Gertsch & Davis, 1940 : Report on a collection of spiders from Mexico. III. American Museum novitates, no 1069, p. 1-22 (texte intégral).